# Espacio marítimo venezolano

Límites marítimos de Venezuela, incluyendo los espacios marítimos

El espacio marítimo de Venezuela es el área que se extiende desde sus costas hacia el mar, hasta los límites establecidos por la legislación internacional. Dicha área está compuesta por el mar adyacente a las costas continentales venezolanas y de sus islas, así como también el lecho y subsuelo de sus áreas marinas, sus recursos vivos y minerales y sobre su espacio aéreo marino, sobre el cual Venezuela ejerce soberanía en distintos grados: aguas interiores, mar territorial, zona contigua, zona económica exclusiva, lecho y subsuelo de la plataforma continental.
Venezuela posee una superficie continental e insular de 916.445 km², de los cuales 915.169 km² corresponden al territorio continental y 1.276 km² a los territorios insulares, lo que no incluye  98.500 km² de plataforma continental, espacio geográfico incorporado por primera vez al territorio nacional en la Constitución del 23 de enero de 1961.

## Espacio insular

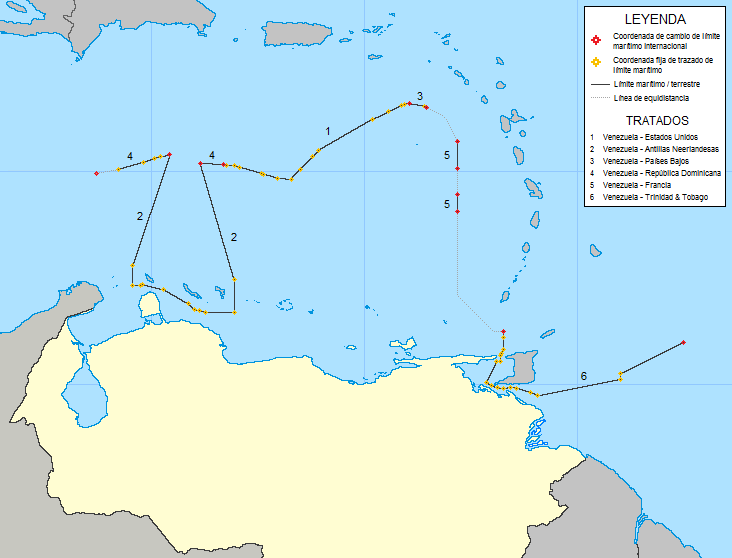
Mapa que muestra las fronteras marítimas de Venezuela.

De acuerdo con el artículo 11 de la Constitución de la República Bolivariana de Venezuela, el espacio insular de Venezuela comprende el archipiélago de Los Monjes, archipiélago de Las Aves, archipiélago de Los Roques, isla La Orchila, isla La Tortuga, isla La Blanquilla, archipiélago Los Hermanos, isla de Margarita, Cubagua y Coche, archipiélago de Los Frailes, isla La Sola, archipiélago Los Testigos, isla de Patos e isla de Aves; y, además, las islas, islotes, cayos y bancos situados o que emerjan dentro del mar territorial, en el que cubre la plataforma continental o dentro de los límites de la zona económica exclusiva.
La importancia estratégica de estos territorios es invaluable, ya que gracias a ellos Venezuela se extiende en el mar Caribe hasta las coordenadas 15°40′00″N 67°37′00″O / 15.66667, -67.61667, donde se localiza la isla de Aves (520 km al norte del estado Nueva Esparta), dando a Venezuela un arco insular con una costa de 2.718 kilómetros y una Zona Económica Exclusiva de 200 millas náuticas generadas por las más de 314 islas, cayos e islotes de la dependencias federales en el Mar Caribe y el Océano Atlántico, incluyendo la porción marítima del Territorio Esequibo.
En los espacios marítimos de Venezuela el país es limítrofe con la mayoría de los estados con los que tiene fronteras, incluyendo Trinidad y Tobago, Granada, Dominica y Montserrat (Reino Unido); San Vicente y Granadinas, Santa Lucía, Guadalupe y Martinica (Francia); Puerto Rico e Islas Vírgenes (Estados Unidos de América), República Dominicana; San Cristóbal y Nieves; Colombia, y Aruba, Curazao, Saba, San Eustaquio y Bonaire (Países Bajos). Lo que representa un total de 5500 kilómetros de límites marítimos.

## Conceptos

### Aguas interiores

Las zonas marítimas de acuerdo a la Convención del Mar, de la cual Venezuela no hace parte.

La línea de base normal para medir la anchura del mar territorial es la línea de bajamar a lo largo de la costa, es decir, aquella que sigue el trazado de la costa en marea baja. La línea de base normal aparece marcada mediante el signo apropiado en cartas a gran escala reconocidas oficialmente por el Estado ribereño.

### Mar territorial

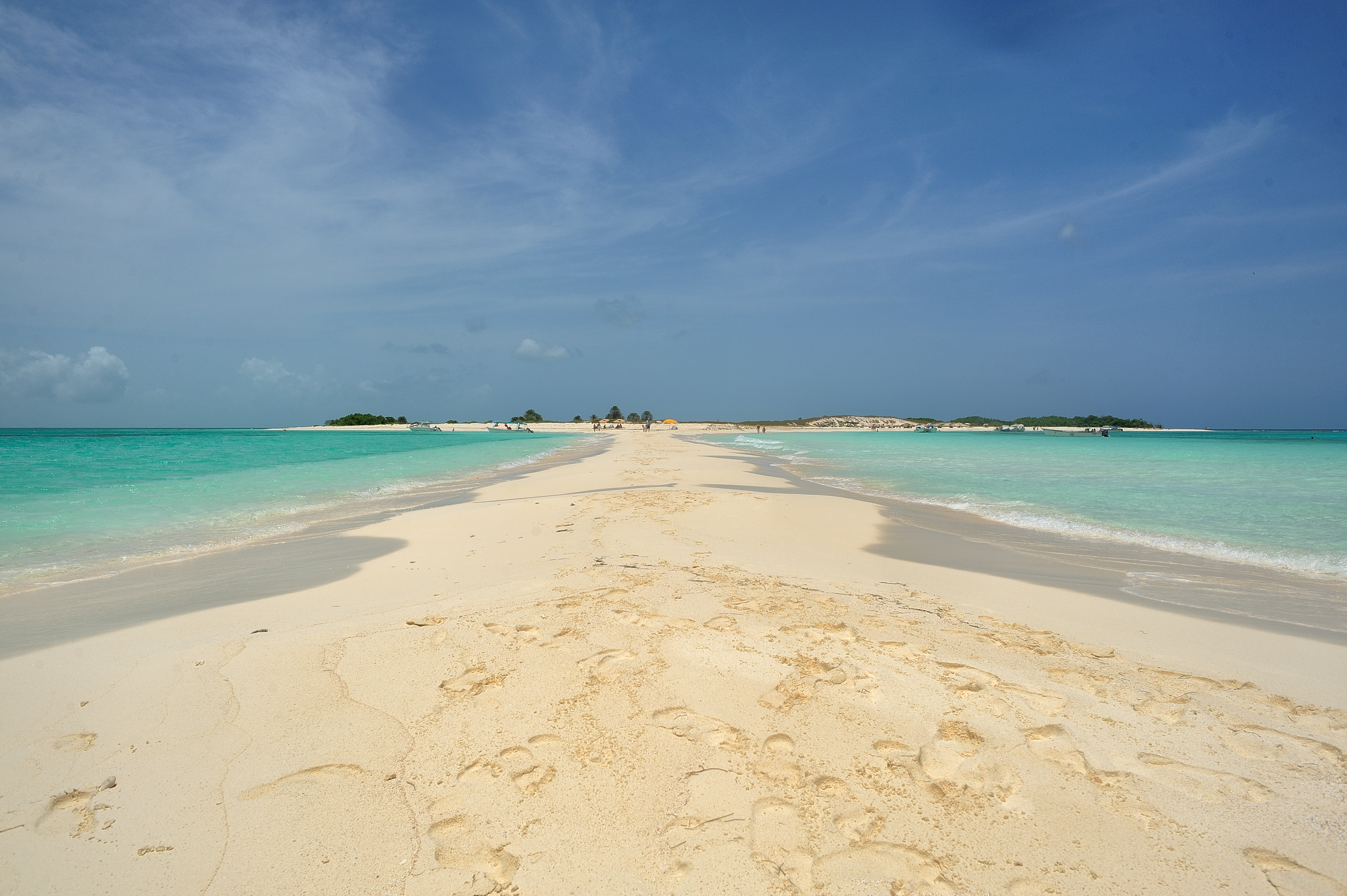
Cayo de Agua, Archipiélago Los Roques, Venezuela

El mar territorial es el sector del océano en el que un Estado ejerce su soberanía. Según la Convención del Mar, el mar territorial es aquel que se extiende hasta una distancia de doce millas náuticas (22,2 km) contadas a partir de las líneas de base desde las que se mide su anchura. El punto más sobresaliente de geografía de Venezuela, el Cabo San Román en el estado Falcón, ubicado en el paralelo de 12º, 12´ de Latitud Norte.

### Zona contigua
La zona contigua es la que se extiende desde el límite exterior del mar territorial hasta las veinticuatro millas náuticas contadas desde las líneas de base a partir de las cuales se mide la anchura del mar territorial. Es la franja de alta mar que limita con el mar territorial. Tiene una extensión de 22,2 km. Sobre su superficie el estado no ejerce soberanía plena y solo tiene jurisdicción en material político, aduanera, física, sanitaria y migratoria.
La zona económica exclusiva es el nombre del área marítima en la que Venezuela tiene derechos especiales para explorar y desarrollar sus recursos. Se extiende desde el borde exterior del mar territorial hasta una distancia de doscientas millas marinas. (370,4 km) desde la línea de base donde se mide la anchura del mar territorial. A pesar del nombre, los barcos y aeronaves de otros países pueden navegar, sobrevolar e instalar tuberías y cables submarinos sin las restricciones impuestas por el derecho y la práctica internacional y el ordenamiento jurídico vigente en Venezuela.

### Plataforma continental
Esta es la prolongación natural del territorio de Venezuela hasta 200 millas o hasta el borde exterior del margen continental (Plataforma + Talud y Emersión Continental), y en caso de que se exceda de dicha distancia, tiene un límite máximo de 350 millas náuticas o de 100 millas marinas contadas a partir de los 2.500 metros de profundidad. Venezuela ejerce soberanía sobre aproximadamente 98.500 km de plataforma continental y del espacio presentado.